# 斑花败酱
斑花败酱（学名：Patrinia punctiflora）是忍冬科败酱属的植物。分布在日本以及中国大陆的江苏、福建、河南、四川、湖南、江西、湖北、安徽、贵州、浙江、陕西、广东等地，生长于海拔100米至1,600米的地区，多生在山坡草丛和疏林下，目前尚未由人工引种栽培。

## 异名
- Patrinia punctiflora Hsu & H. J. Wang var. robusta Hsu & H. J. Wang